# Sérgio Britto (músico)
Sérgio de Britto Álvares Affonso (Rio de Janeiro, 18 de setembro de 1959) é um cantor, compositor e músico brasileiro.
É integrante e fundador da banda Titãs. É autor, entre outras, de sucessos como “Epitáfio”, “Homem Primata”, “Diversão”, “Enquanto houver sol”, “Flores”, “Go Back”, entre outras.

## Origens e carreira
Único membro carioca do grupo, deixou o Rio pouco depois de nascer. Ele morava em Brasília com os irmãos Rui e Gláucia até 1964, quando ocorreu o golpe que instalou a ditadura militar no Brasil (1964-1985). Seu pai, o deputado federal Almino Afonso, líder do PTB na Câmara e inimigo feroz da ditadura, precisou deixar o país para evitar a prisão. Um ano depois, quando nasceu o filho caçula, Fábio, todos se exilaram, indo em direção ao Chile. Durante os nove anos de exílio forçado, Sérgio foi alfabetizado em língua espanhola.
Britto cresceu ouvindo as obras de Beethoven, Chopin e outros consagrados compositores da música clássica, que o pai escutava com frequência, porém, sonhava em ser pintor, até os 13 anos. Com a irmã, que estudava violão, ele ouviu pela primeira vez o álbum Help!, dos Beatles e passou a se interessar por música. Com 14 anos, voltou para o Brasil, depois do golpe militar chileno comandado por Augusto Pinochet. Na época, teve suas primeiras aulas de piano e ouvia bandas como Yes, The Who, Led Zeppelin, The Beach Boys e Emerson, Lake & Palmer, além de vários artistas de MPB. Com o desinteresse da irmã pela música, Sérgio começou a tocar o violão que ela havia encostado.
Pouco depois, entrou para o Colégio Equipe. Enquanto os outros futuros membros dos Titãs passavam por várias bandas e festivais, Britto compunha sozinho, em casa, dividindo-se entre a música e os textos do poeta tropicalista Torquato Neto, que se suicidara em 1972. A obra de Torquato inspirou Britto a fazer suas primeiras músicas, como "Go Back", cuja letra foi musicada e entrou para o LP de estreia dos Titãs. Na mesma época, fez "Os Olhos do Sol", gravada somente em 2000, quando Britto lançou seu primeiro álbum solo. No Colégio Equipe, o tecladista conheceu Arnaldo Antunes e, juntos, passaram a fazer suas primeiras composições a quatro mãos. Quando os Titãs se reuniram informalmente em 1981, no evento "A Idade da Pedra Jovem", Britto fez sua estreia numa banda.
O tecladista é o compositor com maior número de canções gravadas nos Titãs. Dentre elas, destacam-se "Marvin" (com o baixista e vocalista Nando Reis), "Homem Primata" (com o guitarrista Marcelo Fromer, Nando Reis e o ex-titã Ciro Pessoa), "Comida" (com Fromer e Arnaldo Antunes), "Miséria" (com Arnaldo e o também vocalista Paulo Miklos) e "Epitáfio".
Em 1994, ao lado do também vocalista Branco Mello e da baterista Roberta Parisi, Britto formou a banda Kleiderman, que lançou um único disco ("Con el Mundo a Mis Pies"), pelo selo Banguela Records, criado pelos Titãs em parceria com a WEA.
Em 2001, Britto mostrou seu trabalho pessoal no disco solo "A Minha Cara", reunindo 13 canções de sua autoria e parcerias com Marcelo Fromer (falecido no mesmo ano) e Arnaldo Antunes. Em 2006, pela Arsenal Music (com distribuição da Universal Music), lançou seu segundo disco-solo, Eu Sou 300, cujo título é baseado em um poema homônimo de Mário de Andrade.
Paralelamente aos discos e shows dos Titãs, gravou em 2010 o disco "SP55" com diversas participações, como Negra Li e Wanderléa em canções de sua própria autoria e três regravações de músicas do grupo argentino Soda Stereo, da cantora mexicana Julieta Venegas e de Adoniran Barbosa.
Em 2013, grava seu quarto disco, Purabossanova, com distribuição pela gravadora Som Livre e participação de Rita Lee, Alaíde Costa, entre outros.
Sérgio atualmente vive em São Paulo junto de sua esposa Raquel Garrido e os filhos José e Júlia.
Em 2019, a cantora Érika Martins lançou a faixa "A Verdade Liberta", escrita por Sérgio.
Em 2020, anuncia o novo disco chamado Epifania, pela gravadora Midas Music.
Em 13 de julho de 2022, Dia Mundial do Rock, a banda CPM 22 lançou a música "Tudo Vale a Pena?", com letra e música coassinadas por Sérgio.
Em janeiro de 2025, lançou a coletânea The Best of Sérgio Britto, com 13 seleções de seus cinco discos solo. Em 8 de maio do mesmo ano, lançou seu sexto disco solo, Mango Dream Fruit, dedicado à bossa nova e com participações de Ed Motta, Bebel Gilberto, Fernanda Takai, Supla e João Suplicy.

## Discografia

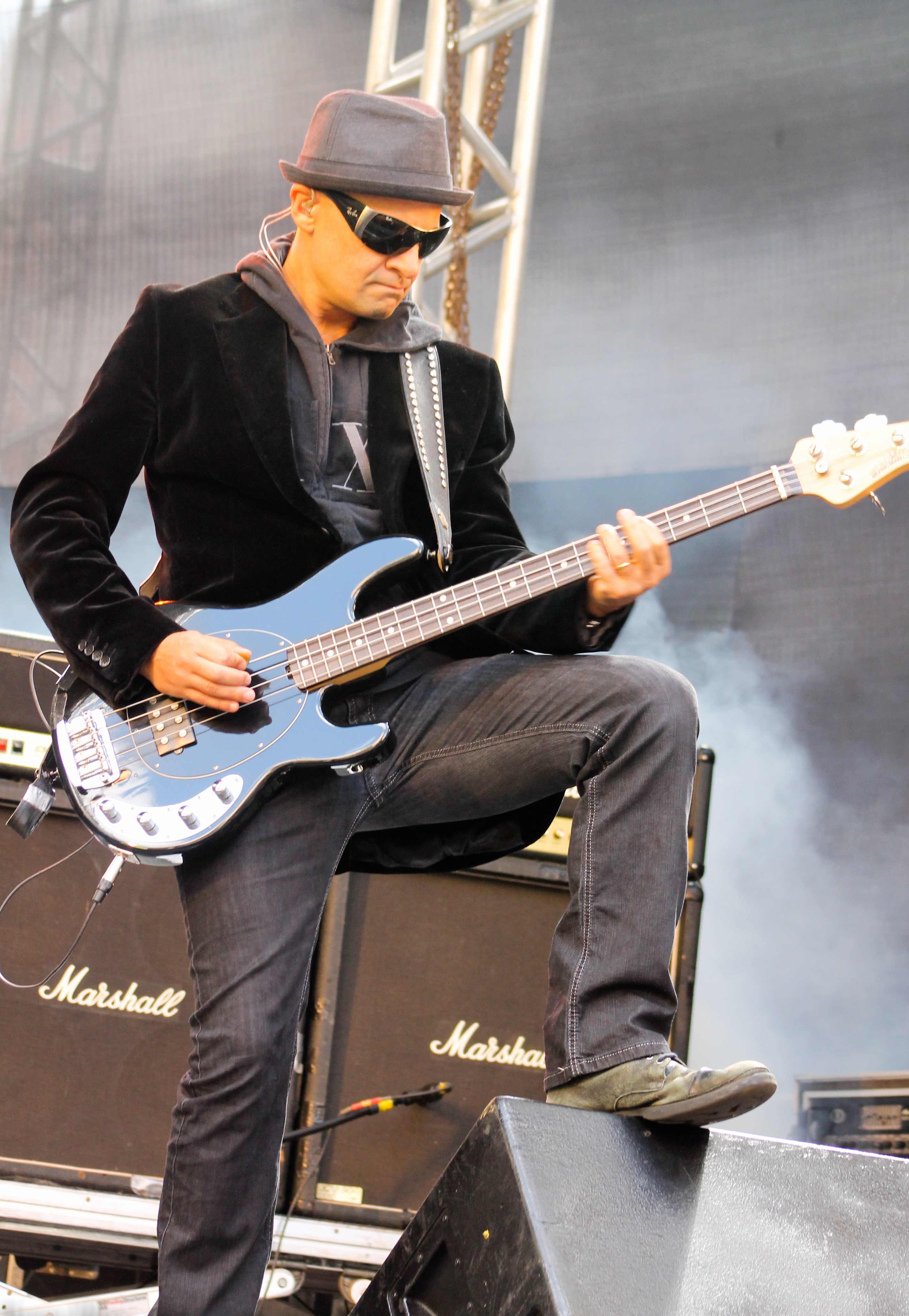
Desde 2009, Sérgio passou a tocar baixo em algumas músicas cantadas por Branco Mello.

### Com Kleiderman
- Con El Mundo A Mis Pies (1994)

### Álbuns solo
- A Minha Cara (2000)
- Eu Sou 300 (2006)
- SP55 (2010)
- Purabossanova (2013)
- Epifania (2020)
- The Best of Sérgio Britto (2025, coletânea)
- Mango Dream Fruit (2025)

### Participações
- Nando Reis - Jardim-Pomar, na faixa "Azul de Presunto" (2016)[12]
- Supercombo - Rogério, na faixa "Eutanásia" (2016)[13]